# 刘李庄镇
刘李庄镇，是中华人民共和国河北省保定市安新县下辖的一个乡镇级行政单位。

## 行政区划
刘李庄镇下辖以下地区：
刘李庄村、杨刘庄村、辛庄村、大马庄村、北马庄村、韩堡村、邸庄村、梁庄村、高楼村、郝庄村、东白庄南队村、东白庄北队村、西白庄村、三义村、小北冯村、南冯村和北冯村。